# Gornji Maslarac
Gornji Maslarac falu Horvátországban Kapronca-Kőrös megyében. Közigazgatásilag Sokolovachoz tartozik.

## Fekvése
Kaproncától 12 km-re délnyugatra, községközpontjától 7 km-re délkeletre a Bilo hegyei között fekszik.

## Története
1880-ban 70, 1910-ben 79 lakosa volt. Trianonig Belovár-Kőrös vármegye Kaproncai járásához tartozott. 2001-ben a falunak 51 lakosa volt.

## Külső hivatkozások
Sokolovac község hivatalos oldala